# گلوشتسی
گلوشتسی (به صربی: Glušci) یک روستا در صربستان است که در بوگاتیچ واقع شده‌است.